# Fageiella
Fageiella là một chi nhện trong họ Linyphiidae.